# Staatsgreep in Tripoli
Staatsgreep in Tripoli is een spionageroman van auteur Gérard de Villiers en het 108e deel uit de S.A.S.-reeks met als protagonist de Oostenrijkse prins en freelance CIA-agent Malko Linge.

## Het verhaal
De COS van het CIA-kantoor in Tripoli, Libië heeft het plan opgevat om het regime van Moammar al-Qadhafi om ver te werpen. Zelfs het CIA-hoofdkantoor in Langley raakt geïnteresseerd in het plan en stuurt Malko om de haalbaarheid van het plan te onderzoeken.
Malko ontdekt dat een groep Nederlandse huursoldaten zich in Tunis in Tunesië ophoudt. Is er mogelijk sprake van een verband?

## Personages
- Malko Linge, Oostenrijkse prins en CIA-agent;

De ligging van Libië in Noord-Afrika.

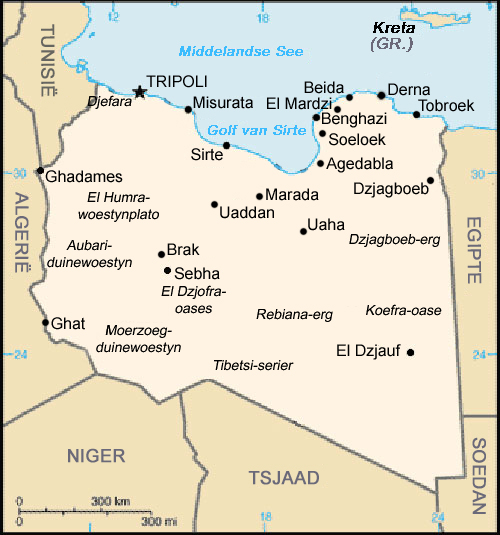
Overzichtskaart van Libië.

- Moammar al-Qadhafi;
- Prins Leila Kadouni, tevens spion.